# Petrofac
Petrofac è un'azienda britannica specializzata nella fornitura di servizi all'industria petrolifera. Quotata alla Borsa di Londra, è una componente dell'indice FTSE 100.